# Saint-Jean-du-Falga
 Saint-Jean-du-Falga  es una población y comuna francesa, en la región de Mediodía-Pirineos, departamento de Ariège, en el distrito de Pamiers y cantón de Quérigut.

## Demografía
| 757 | 1071 | 2011 | 2153 | 2263 | 2276 |
| Para los censos de 1962 a 1999 la población legal corresponde a la población sin duplicidades (Fuente: INSEE [Consultar]) |      |      |      |      |      |